# Årets traktor
Årets traktor är en europeisk omröstning där 20 journalister från lantbrukstidskrifter, en från varje land, utser den bästa av årets nya traktorer. Vinnaren får använda titeln det följande året. Titeln har funnits sedan 1998.

## Vinnare[1]
- 1998 - Fendt Vario
- 1999 - Fendt 700 Vario
- 2000 - Case IH Magnum MX
- 2001 - Case IH CVX
- 2002 - John Deere 8020 series
- 2003 - New Holland TM 190
- 2004 - Fendt 930 Vario TMS
- 2005 - Massey Ferguson 8480 Dyna-Vt
- 2006 - McCormick XTX 215
- 2007 - John Deere 8540
- 2008 - New Holland T7060
- 2009 - Massey Ferguson 8690 Dyna-VT
- 2010 - New Holland T7070 AutoCommand
- 2011 - Fendt 828 Vario
- 2012 - John Deere 7280R
- 2013 - Deutz-Fahr Agrotron 7250 TTV
- 2014 - Claas Axion 850
- 2015 - Case IH Magnum CVX 380
- 2016 - Fendt 1050 Vario[2]